# ملت سلاح
ملت سلاح یک فیلم مستند ساخته سال ۲۰۱۶ است که توسط یک عکاس و فیلمساز بریتانیایی به نام زد نلسون ساخته شده است. این فیلم در میان مشکلات مالکیت سلاح، خشونت‌های ناشی از سلاح و فرهنگ سلاح در آمریکا کاوش میکند.
از زمانی که سازنده این فیلم برای کتاب عکسی با همین نام برندهٔ جایزه شده بود ۱۸ سال میگذرد.
این فیلم به سفارش گاردین و بنیاد برتا توسط چارلز فیلیپس در سمت مدیر اجرایی تولید، ساخته شده و در تاریخ ۱۶ سپتامبر ۲۰۱۶ به صورت برخط منتشر شد.
این فیلم اولین ساخته‌ای بوده که در بخش مستندهای گاردین نمایش داده شده است.